# Sierra Leone Truth and Reconciliation Commission
Sierra Leone Truth and Reconciliation Commission etablerades som ett av villkoren vid Lomé-avtalet med hjälp av det internationella samfundet, under ett försök att få slut på det då 11 år långa inbördeskriget i landet. Det undertecknades den 7 juli 1999 av president Ahmad Tejan Kabbah och ledaren för RUF, Foday Sankoh. Kommissionens mandat var att "skapa ett opartiskt historiskt protokoll över kränkningar och övergrepp mot mänskliga rättigheter och internationell lag relaterade till den väpnade konflikten i Sierra Leone, från konfliktens början 1991 till undertecknandet av fredsavtalet vid Lomé; att behandla straffrihet, att möta offrens behov, att främja läkning och försoning och att förhindra en upprepning av de kränkningar och övergrepp som lidits."
Ordförande var den pensionerade pastorn Dr. Joseph Christian Humper.
Kommissionen verkade mellan november 2002 och oktober 2004. Den första fasen bestod av en insamling av vittnesuppgifter genom landet, följd av ett antal offentliga utfrågningar. Kommissionen avlade sin slutliga rapport till både Sierra Leones regering och FN:s säkerhetsråd 2004. Den slutliga rapporten inkluderar både enskilda förövares namn och rekommendationer till regeringen.

## Fotnoter
1. ↑   The Truth and Reconciliation Commission Act 2000, Parliament of Sierra Leone, 2000. Hämtad 2012-11-01 från Archive.org